# نورياكي فوكي
نورياكي فوكي (باليابانية: 吹ヶ 徳喜) (مواليد 22 يوليو 1997) هو لاعب كرة قدم ياباني.

## وصلات خارجية
- نورياكي فوكي على موقع رابطة كرة القدم اليابانية للمحترفين (اليابانية)
- نورياكي فوكي على موقع قاعدة بيانات كرة القدم.إي يو (الإنجليزية)
- نورياكي فوكي على موقع Soccerway.com (الإنجليزية)
- نورياكي فوكي على موقع عالم كرة القدم.نت (الإنجليزية)